# Huygens (ruimtesonde)
De Huygens is een ruimtesonde van de ESA. Deze ruimtesonde werd gelanceerd op 15 oktober 1997. Zijn einddoel was Titan, de grootste maan van Saturnus.
De ruimtesonde werd genaamd naar de ontdekker van Titan, de Nederlandse astronoom Christiaan Huygens, hij ontdekte deze maan in 1655.
De ruimtesonde zat vast aan de Amerikaanse ruimtesonde Cassini-Huygens, die in juli 2004 in een baan rond Saturnus is gekomen en daar onderzoek doet. Cassini-Huygens is de grootste interplanetaire ruimtesonde die ooit gebouwd is (2004). De combinatie Cassini-Huygens weegt 5,6 ton.
De Huygenssonde had met schild een diameter van 2,7 meter, zonder schild een diameter van 1,3 meter. Het harde schild beschermde de kwetsbare sonde tegen extreme temperaturen die optraden bij het afdalen in de atmosfeer van Titan.

## Reis
Om bij Saturnus aan te komen werden vier planeetpassages gemaakt (Venus in april 1998 en juni 1999, de Aarde in augustus 1999 en Jupiter in december 2000), om door middel van een zwaartekrachtsslinger extra snelheid te ontwikkelen.
Op 25 december 2004 ontkoppelde Huygens zich van Cassini en daalde af naar de atmosfeer van Titan om uiteindelijk op 14 januari 2005 een landing te maken op het oppervlak van deze maan.

## Achtergrond

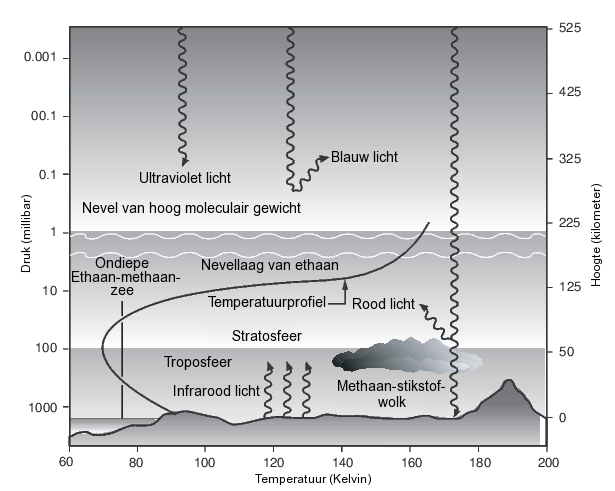
Overzicht van de atmosfeer van Titan

De reden dat Huygens onderzoek ging doen naar Titan, een van de 30 manen van Saturnus, is zijn atmosfeer, die rijk is aan stikstofgas en organische stoffen waaronder vooral methaan. Titan is het enige hemellichaam in het zonnestelsel na de Aarde dat grote hoeveelheden stikstof in de atmosfeer heeft. Algemeen wordt aangenomen dat het leven op aarde is ontstaan in een soort oersoep, een mengsel van organische stoffen. Aangezien Titan rijk is aan organische stoffen waarvan een groot deel ook aanwezig moet zijn geweest bij het ontstaan van leven op Aarde, is Titan een buitengewoon interessant object om te bestuderen. De hoop is op Titan chemische processen te vinden die hints zullen geven hoe de complexe organische structuren van levende cellen in een oersoep kunnen ontstaan.
Bovendien, omdat het erg koud is op Titan (de Voyagersondes maten -180 °C), zou de samenstelling van organische structuren niet noemenswaardig veranderd moeten zijn sinds de begintijd van het zonnestelsel. Men verwacht echter dat de organische soep op Titan wel degelijk in beweging is; in de atmosfeer kunnen zich chemische processen afspelen en wellicht is er ook vulkanisme. Aanwijzingen van chemische processen zijn er genoeg, want behalve het hoofdbestanddeel methaan, is een waaier aan organische verbindingen in de atmosfeer gemeten. Een belangrijke rol hierbij speelt waarschijnlijk de magnetosfeer van Saturnus, de Voyagersondes hebben reeds aanwijzingen gevonden dat het plasma in de magnetosfeer materiaal uitwisselt met de atmosfeer van Titan.
Een belangrijke vraag hierbij is waar het stikstof op de maan vandaan komt. Waarom komt stikstof op Aarde veel voor en op Venus en Mars niet? De vraag is hierbij of de stikstof met de maan meegevormd is of bijvoorbeeld door kometen is aangevoerd.

## Bezoek
Huygens was het allereerste bezoek van de mensheid aan Titan. Daarom is niet op iedere vraag direct een antwoord gevonden. Een van de belangrijkste doelen was aanvankelijk om fotografische opnamen van het oppervlak te maken, aangezien dit nog een groot mysterie was. (Moederschip Cassini had met een infraroodcamera een aantal maanden eerder al foto's genomen.) Huygens zou gedurende zijn afdaling continu fotograferen en er werden dus foto's van zeer hoog tot vlak bij het oppervlak verwacht. Er werd verwacht dat dit een eerste beeld zou geven hoe de maan eruitziet.
Bij -180 °C was de verwachting dat het merendeel van de maan bevroren zou zijn, maar het was ook zeer goed mogelijk dat verbindingen van koolwaterstoffen en stikstof voor een soort antivries zorgen waardoor vloeistoffen ook tot de mogelijkheden behoorden.

### Afdaling
Op 14 januari 2005 is Huygens in de atmosfeer van Titan afgedaald. Om dit mogelijk te maken werd Cassini in een inslagtraject met Titan gebracht waarna op 24 december Huygens werd losgekoppeld van Cassini. Twee dagen later ontstak Cassini zijn raketten om een botsing met Titan te voorkomen. De hierbij op een koers naar Titan gebrachte Huygens ging op 14 januari de atmosfeer van Titan binnen met een snelheid van 22.000 kilometer per uur. Het hitteschild ving de hierbij ontstane wrijvingswarmte op. Toen de snelheid tot 1400 kilometer per uur was afgeremd, namen de parachutes het over.
Hierna begon het wetenschappelijke deel van de missie. Huygens beschikte over meerdere redundante antennes die de gegevens onafhankelijk van elkaar (en met enige tijdsvertraging, tegen radiostoringen) afspeelden. Cassini nam de signalen op en stuurde ze door naar de aarde. De sonde voerde ook dopplermetingen op het radiosignaal uit waarmee gegevens over de wind op Titan bekend werden.
De camera maakte foto's en de samenstelling van de atmosfeer werd met een gaschromatograaf en een massaspectrometer geanalyseerd. Zodra de sonde landde analyseerden verschillende sensoren de samenstelling van de bodem. Het was aanvankelijk niet bekend of Huygens in een natte of een droge omgeving zou landen, de sonde was gemaakt om in beide te functioneren.
Op de bodem stuurde Huygens nog voor een maximum van 30 minuten gegevens door, waarna de accu's leeg raakten. Mocht Huygens in vloeistof geland zijn, zou dit vermoedelijk veel sneller gegaan zijn: de lage temperaturen maken de accu's dan onbruikbaar.

### Landing

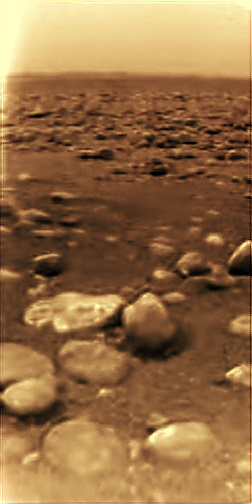
Het oppervlak van Titan

Huygens is zacht geland. Tijdens en na zijn afdaling maakte hij 700 foto's.
Ondertussen is duidelijk geworden dat de helft van de 700 foto's die Huygens maakte, verloren is gegaan. Een eenvoudige menselijke fout, en geen technisch mankement ligt aan de basis van het verlies. Tijdens het doorsturen van de gegevens naar Cassini liep het mis. Iemand op aarde was vergeten het commando te geven om de ontvanger voor kanaal A aan te zetten. Hierdoor luisterde Cassini maar met een van zijn twee ontvangers. Gelukkig werden de meeste meetresultaten van de andere instrumenten via de twee kanalen doorgestuurd. De verdwenen foto's bevatten bovendien nauwelijks andere beelden dan de foto's die wel zijn aangekomen.

## Bron
Informatie in dit artikel is onder andere afkomstig uit:
- NASA's perskit voor Cassini van juni 2004